# Gunpowder Milkshake
Gunpowder Milkshake ist ein amerikanisch-französisch-deutscher Actionfilm aus dem Jahr 2021, der am 14. Juli 2021 in den USA auf Netflix erschien. Der deutsche Kinostart erfolgte am 2. Dezember 2021. Regie führte Navot Papushado, der zusammen mit Ehud Lavski auch das Drehbuch schrieb. Die Hauptrollen spielen Karen Gillan, Angela Bassett und Chloe Coleman.

## Handlung
Die Auftragskillerin Sam wurde von einem skrupellosen Verbrechersyndikat ausgebildet, für das auch ihre Mutter arbeitete. Fünfzehn Jahre später ist sie in die Fußstapfen ihrer Mutter getreten und erledigt die gefährlichsten Aufträge. Als einer dieser Aufträge schiefgeht, muss sie zwischen dem Dienst für die Firma und dem Schutz eines achtjährigen Mädchens wählen.
In einer Rückblende in einem Diner erfährt die zwölfjährige Sam, dass ihre Mutter, die Auftragskillerin Scarlet, nach einem missglückten Auftrag die Stadt verlässt. Bewaffnete Männer tauchen auf, um Scarlet zu töten, aber sie tötet sie und entkommt, wobei sie eine aufgebrachte Sam zurücklässt, die von Nathan betreut wird.
Fünfzehn Jahre später arbeitet Sam als Auftragskiller für Nathan, den Leiter der Personalabteilung der gleichen Firma, für die Scarlet gearbeitet hat. Nathan gibt Sam einen neuen Auftrag: Sie soll einen Mann töten, der Geld von der Firma gestohlen hat, und das Geld zurückbringen. Sam geht in ein als Bibliothek getarntes Waffenarsenal, um ihre Waffen gegen neue auszutauschen. Dort trifft sie auf Anna May, Madeleine und Florence – drei ehemalige Komplizinnen von Scarlet, die sie mit Waffen, jeweils in einem präparierten Buch gelagert, versorgen.
Sam dringt in ein Hotelzimmer ein, um das gestohlene Geld zu holen, und schießt dem verantwortlichen Mann in den Unterleib, als er sich nach seinem klingelnden Telefon stürzt. Als sie das Gespräch mithört, erfährt sie, dass er das Geld gestohlen hat, um seine entführte Tochter zu retten, und es zu einer nahe gelegenen Bowlingbahn bringen muss, um es gegen seine Tochter einzutauschen. Sam bringt ihn zur Behandlung zu einem der Firma angehörenden Privatarzt und erklärt sich bereit, den Austausch selbst zu übernehmen.
Nathan erfährt von ihrem Plan und schickt drei Handlanger, um sie zu stoppen und das Geld zurückzuholen; Sam setzt sie außer Gefecht, bevor sie ihren Plan fortsetzt. Die maskierten Männer geben ihr das Mädchen Emily, bevor sie sich mit dem Geld zurückziehen. Sam verfolgt sie, aber die Männer wenden sich gegeneinander, was zu ihrem Tod und zur Zerstörung des gestohlenen Geldes durch eine Granate führt.
In der Zwischenzeit erfährt Nathan, dass einer der Handlanger, die Sam bei einem früheren Auftrag getötet hat, der Sohn von Jim McAlister ist, dem Chef eines mächtigen Verbrecherimperiums. Um einen Konflikt zu vermeiden, gibt Nathan Sams Informationen und ihren Aufenthaltsort preis, damit sie getötet werden kann. Sam kehrt zum Arzt zurück, um Emily mit ihrem Vater wieder zu vereinen, aber sie erfahren, dass er nicht überlebt hat. Nathans drei Handlanger sind ebenfalls beim Arzt, um sich wegen ihres vorangegangenen Kampfes behandeln zu lassen, und sie erhalten den Befehl, sie zu töten. Der Arzt injiziert Sam ein Serum, das ihre Arme unbrauchbar macht. Sam bittet Emily, ihr ein Messer und eine Pistole an die Hände zu kleben, mit denen sie die drei Handlanger bekämpft und tötet. Weitere Schergen tauchen auf, aber Sam und Emily entkommen in Sams Auto, wobei Emily lenkt und Sam die Pedale bedient.
Sam erhält eine SMS von Nathan, in der er ihr die Adresse eines Unterschlupfs mitteilt, in dem sie Vorräte für ihre Flucht finden kann. Sie und Emily fahren dorthin und treffen auf Scarlet, die offenbart, dass sie Sam seit 15 Jahren aus der Ferne beobachtet. Als Schergen kommen, um Sam zu töten, führt Scarlet sie durch einen versteckten Fluchtweg.
Es gelingt ihnen zu entkommen und in die Bibliothek zurückzukehren, wo die Bibliothekarinnen wütend fragen, warum Scarlet nie versucht hat, sie zu kontaktieren, als sie verschwand. Sie werden von ankommenden Bewaffneten unterbrochen. Sam versucht, sie aufzuhalten, aber nachdem sie überwältigt wurde, greift Scarlet ein, um sie zu retten. Die Bibliothekare erwägen, mit Emily zu fliehen, beschließen dann aber, sich dem Kampf anzuschließen.
Alle Bewaffneten werden getötet, bis auf Virgil, Jim McAlisters Neffe, der Madeleine tötet und Emily entführt. Virgil ruft Sam an, die anbietet, sich im Diner zu stellen, um Emily freizubekommen. Sam trifft Jim McAlister, der ihr erklärt, dass sein verstorbener Sohn vier ältere Schwestern hatte, mit denen Jim nichts anfangen konnte, da er die Frauen nicht versteht. Jim will Sam foltern und Emily dabei zusehen lassen, aber Scarlet, Anna May und Florence kommen verkleidet als Kellnerinnen mit Gewehren an, um sie zu befreien. Sam nimmt Emily mit und verlässt das Lokal, bevor die drei Frauen Jim und alle seine Handlanger töten.

## Produktion
Der Film wurde beim American Film Market 2018 angekündigt. StudioCanal und The Picture Company erwarben die Rechte an dem Film. Studio Babelsberg beteiligte sich als Co-Produktion an dem Projekt.
Im Januar 2019 wurde Karen Gillan als Hauptdarstellerin besetzt. Die Dreharbeiten fanden zwischen dem 5. Juni und 20. August 2019 in Berlin und im Studio Babelsberg in Potsdam statt.
Das Produktionsbudget belief sich auf circa. 30 Millionen US-Dollar.

## Synchronisation
Die deutschsprachige Synchronisation entstand bei der Brandtfilm GmbH in Potsdam nach einem Dialogbuch von Stefan Mittag und unter der Dialogregie von Charles Rettinghaus.
| Rolle         | Schauspieler    | Synchronsprecher  |
| ------------- | --------------- | ----------------- |
| Sam           | Karen Gillan    | Rubina Nath       |
| Scarlet       | Lena Headey     | Claudia Lössl     |
| Anna May      | Angela Bassett  | Anke Reitzenstein |
| Florence      | Michelle Yeoh   | Heide Domanowski  |
| Nathan        | Paul Giamatti   | Stefan Krause     |
| Virgil        | Adam Nagaitis   | Konrad Bösherz    |
| Crow          | Jack Bandeira   | Adam Nümm         |
| Emily         | Chloe Coleman   | Victoria Glück    |
| Madeleine     | Carla Gugino    | Judith Brandt     |
| David         | Samuel Anderson | Asad Schwarz      |
| Rose          | Joanna Bobin    | Maria Jany        |
| Yankee        | Ivan Kaye       | Lutz Schnell      |
| Jim McAlester | Ralph Ineson    | Tilo Schmitz      |

## Veröffentlichung
Im Februar 2020 erwarb STX Entertainment die US-amerikanischen Vertriebsrechte an dem Film. Im April 2021 erwarb Netflix die nordamerikanischen Vertriebsrechte von STX Entertainment.
Der Film wurde in den USA und Kanada am 14. Juli 2021 auf Netflix veröffentlicht. Parallel gab es in den USA einen Limited-Kinostart.
StudioCanal wird den Film in Deutschland, Frankreich, dem Vereinigten Königreich, Australien und Neuseeland in die Kinos bringen. STX Entertainment wird den Film in Lateinamerika und China ins Kino bringen.
Der Film eröffnete das Fantasy Filmfest 2021. Der deutsche Kinostart war am 2. Dezember.

## Rezeption
Bei Rotten Tomatoes erreicht der Film eine Zustimmung von 58 Prozent bei 155 Kritiken. Bei Metacritic bekam Gunpowder Milkshake 47 Prozent bei 28 Kritiken.

## Fortsetzung
Eine Fortsetzung befindet sich mit Stand Juli 2021 in Produktion.